# Kustgnejs

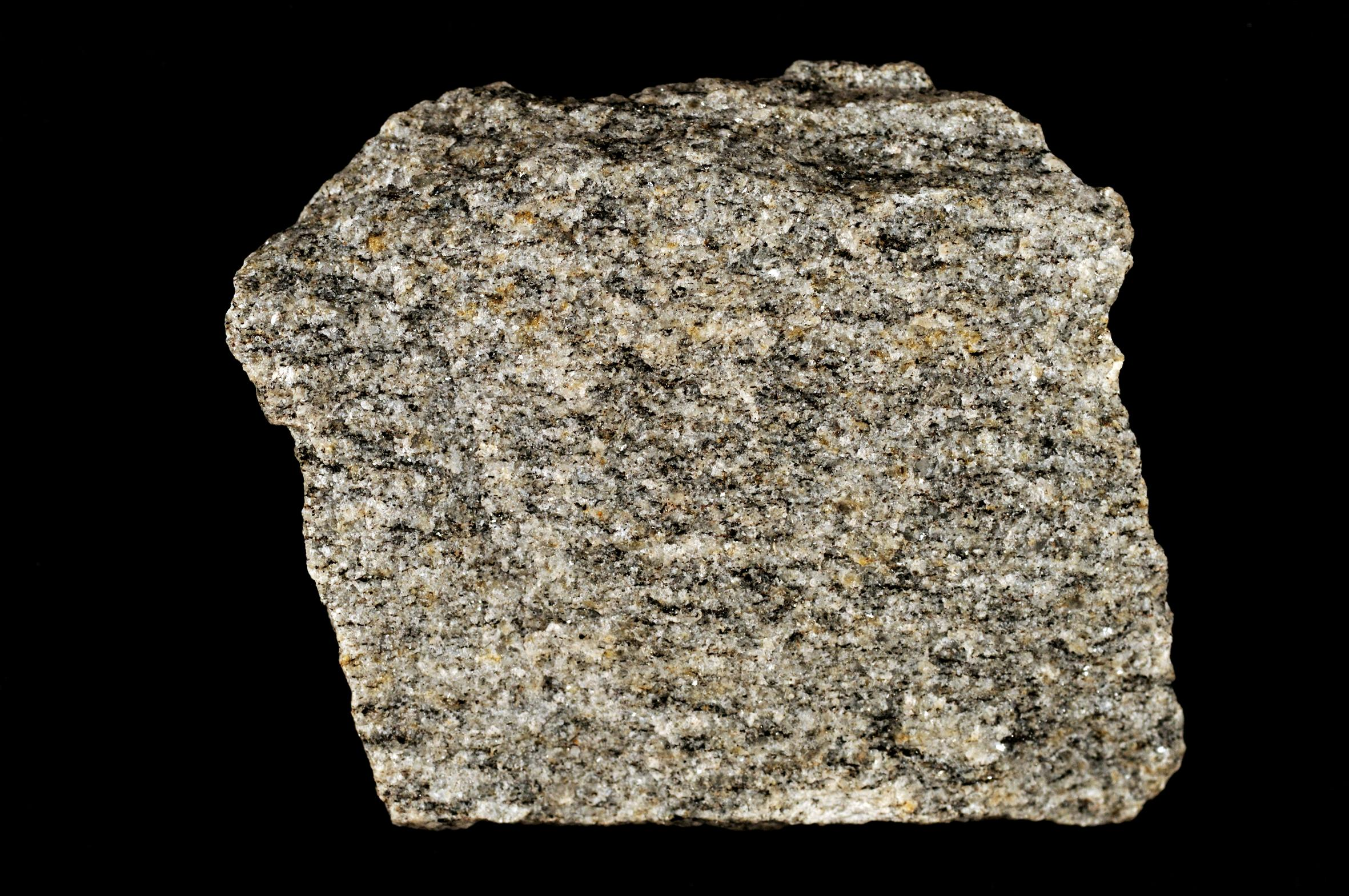
Kustgnejs

Kustgnejs är en gnejs som är Blekinges landskapssten och samtidigt en unik råvara för produktion av kvalitetsmakadam.
Gnejsen har grå till gråvit färg och består i huvudsak av kvarts och fältspat, med inslag av biotit. Den finns från trakten av Immeln vid gränsen till Skåne och fyndområdet sträcker sig till Torhamn i öster.